# 1962-es Formula–1 monacói nagydíj
Az 1962-es Formula–1-es világbajnokság második futama a monacói nagydíj volt.

## Futam
Monacóban az esős időmérő edzést Clark nyerte Graham Hill és McLaren előtt.
A verseny napján az égbolt borult, a pálya nedves volt. A rajt után Hill és McLaren került az élre, míg Clark lassabb autók mögé szorult be. Ginther gázadagolója beragadt, ezért nekiütközött Maurice Trintignant és Ireland Lotusának, a baleset következtében egy pályabíró meghalt, a balesetbe Gurney és Taylor is belekerült. Willy Mairesse még az első körben, a hajtűkanyarnál megcsúszott, és a mezőny végére került. Az első kör végén McLaren vezetett Graham Hill, Phil Hill, Jo Bonnier, Lorenzo Bandini és Clark előtt.
Az élen McLaren és Hill többször váltotta egymást az élen, 10 kört követően azonban Hill egyre nagyobb előnnyel vezetett. P. Hill visszaesett Brabham és Clark mögé. A 22. körben Clark megelőzte Brabhamet a harmadik helyért, majd hat körrel később McLarent is megelőzte. Ezután megközelítette a vezető Hillt, de az 55. körben kuplunghiba miatt kiesett. Hill ezt követően 48 másodperccel vezetett McLaren előtt. Mögötte Brabham haladt, de a 76. körben Phil Hill megelőzte, egy körrel később pedig a Casino kanyarban hibázott, felfüggesztése emiatt meggörbült. Hill BRM-je füstölni kezdett, majd a 93. körben autója megállt. A vezetést McLaren vette át, hét körrel később pedig győzött is a Cooperrel. Mögötte Phil Hill és Bandini Ferrarija ért célba.
| Helyezés | #   | Versenyző               | Csapat/Motor         | Futott körök | Idő/Kiesés oka         | Rajthely | Pontszám |
| -------- | --- | ----------------------- | -------------------- | ------------ | ---------------------- | -------- | -------- |
| 1        | 14  | Bruce McLaren           | Cooper-Climax        | 100          | 2:46'29,7              | 3        | 9        |
| 2        | 36  | Phil Hill               | Ferrari              | 100          | + 1,3                  | 9        | 6        |
| 3        | 38  | Lorenzo Bandini         | Ferrari              | 100          | + 1'24,1               | 10       | 4        |
| 4        | 28  | John Surtees            | Lola-Climax          | 99           | + 1 kör                | 11       | 3        |
| 5        | 2   | Jo Bonnier              | Porsche              | 93           | + 7 kör                | 18       | 2        |
| 6        | 10  | Graham Hill             | BRM                  | 92           | Motorhiba              | 2        | 1        |
| 7        | 40  | Willy Mairesse          | Ferrari              | 90           | Olajnyomás             | 4        |          |
| 8        | 22  | Jack Brabham            | Lotus-Climax         | 77           | Baleset                | 6        |          |
| Kiesett  | 34  | Innes Ireland           | Lotus-Climax         | 64           | Üzemanyagszivattyú     | 8        |          |
| Kiesett  | 18  | Jim Clark               | Lotus-Climax         | 55           | Kuplung                | 1        |          |
| Kiesett  | 26  | Roy Salvadori           | Lola-Climax          | 44           | Felfüggesztés          | 12       |          |
| Kiesett  | 16  | Tony Maggs              | Cooper-Climax        | 43           | Váltó                  | 19       |          |
| Kiesett  | 20  | Trevor Taylor           | Lotus-Climax         | 24           | Olajszivárgás          | 17       |          |
| Kiesett  | 4   | Dan Gurney              | Porsche              | 0            | Baleset                | 5        |          |
| Kiesett  | 30  | Maurice Trintignant     | Lotus-Climax         | 0            | Baleset                | 7        |          |
| Kiesett  | 8   | Richie Ginther          | BRM                  | 0            | Baleset                | 14       |          |
| NK       | 46  | Jo Siffert              | Lotus-Climax         |              |                        |          |          |
| NK       | 24  | Jackie Lewis            | BRM                  |              |                        |          |          |
| NK       | 32  | Masten Gregory          | Lotus-BRM            |              |                        |          |          |
| NK       | 44  | Carel Godin de Beaufort | Porsche              |              |                        |          |          |
| NK       | 42  | Nino Vaccarella         | Lotus-Climax         |              |                        |          |          |
| NI       | 40T | Ricardo Rodríguez       | Ferrari              |              | Csak gyakorlás         |          |          |
| Vi       | 6   | Roberto Bussinello      | de Tomaso-Alfa Romeo |              |                        |          |          |
| Vi       | 12  | Tony Marsh              | BRM                  |              | Nem készült el az autó |          |          |

### Statisztikák
Vezető helyen:
- Bruce McLaren : 14 (1-6 / 93-100)
- Graham Hill : 86 (7-92)
- Bruce McLaren 3. győzelme, Jim Clark 1. pole pozíció , 2. leggyorsabb köre.
- Cooper 14. győzelme.

Jo Siffert első versenye.